# Джастін Плашка
Джастін Плашка (12 серпня 1996) — ямайський плавець. Учасник Чемпіонату світу з водних видів спорту 2017, де в попередніх запливах на дистанції 50 метрів батерфляєм посів 41-ше місце і не потрапив до півфіналу.